# 学校のコワイうわさ 花子さんがきた!!
『学校のコワイうわさ 花子さんがきた!!』（がっこうのこわいうわさ はなこさんがきた!!）は森京詞姫 （）原作による児童向け小説およびアニメーション作品。

## 概要
- 1994年より、フジテレビ系『ポンキッキーズ』内のコーナー枠にてアニメ放送開始（全35話）。花子さんの声と主題歌はかつて音楽バンド「マサ子さん」で活動したミュージシャン、マユタンが担当し、それ以外のキャラクター等の語りは伊武雅刀が担当している。竹書房より書籍シリーズも刊行され（全10巻）、小学生を中心に『学校の怪談』ブームの一画として大反響を呼ぶ。花子さんなどの主要キャラを除き、挿絵は物語ごとに異なる数人の漫画家が担当している。
- 1995年、ゲームソフト『学校のコワイうわさ 花子さんがきた!!』発売。セガサターン、プレイステーション、Mac、Win、3DO版が発売されている。
- 2005年、携帯電話コンテンツ・テーブル端末配信、CS放送開始。
- 2006年、書籍新シリーズ『学校のコワイうわさ 新・花子さんがきた!!』刊行（全20巻）。
- 2008年、ニンテンドーDSソフト『学校のコワイうわさ 花子さんがきた!! みんなの花子さん』発売。
- 2010年8月13日（13日の金曜日）からTwellVのキッズステーション・タイム内にて『学校のコワイうわさ 新・花子さんがきた!!』のタイトルで16年ぶりに新作アニメシリーズを放送開始（全33話）。本作では、伊武雅刀に代わり篠井英介が語りを担当している。
- 2011年3月24日からキッズステーションでも放送開始。
- 2014年、シリーズ20周年を記念しシーズン2のDVDを先行販売し7月12日からキッズステーションにてシーズン2を放送（全20話）。

## 登場キャラクター
＊声優は（無印）は1994年版またはゲーム版、（新）は2010年版、（新2）は2014年版

### 主要人物
花子さん
声 - マユタン（無印、新、新2）
闇の世界の存在である、おかっぱ頭の女の子。『トイレの花子さん』がモチーフだが、物語では人間に危害を加える幽霊や妖怪を退治する。口数は少ないが、面倒見が良い。スカートに付いたチューリップ型の「幽霊しばりアップリケ」が切り札。またハーモニカを吹き、さまよう幽霊を落ち着かせる事もできる。粗大ゴミ置き場にある朽ちた公衆電話から呼び出す事で現れる。新シリーズでは呼び出し方が「チューリップの絵が描かれた封筒に花子さんへの用件を書いた手紙を入れ、枕元に置いて寝る」に変更されている。物語内での事件に関わらず、単にストーリーテラーとして登場する事もあり、そのため登場人物の誰かが犠牲になる回もアニメでは12回存在する。小学生の間では「いい花子さん」として噂されているが、花子さんは複数存在しており上記以外の別の方法で呼び出すと、別人の凶暴な「悪い花子さん（トイレの花子さんも該当する）」が出てくることがほとんどである。無印では顔や体が色白く装いは赤い吊りスカートを履き黄色い半袖ブラウスを着用していたの対し、新シリーズからは顔や体の色が生きた人間と同じく生気がある肌の色になっており装いもピンクの吊りスカートに白い半袖ブラウスになっている。単行本未収録の漫画のみで弟の花男くんが登場している。

ホワホワ
声 -大谷育江（無印）／ 北原里英（新）／与古田千晃（新2）
花子さんのパートナーである謎の生物。全身毛むくじゃらで宙に浮かぶ。稲妻を使う。正体はホワホワの木が百年に一度一つだけ付ける実が成長した姿。花子さんの誕生日に花子さんのおじいちゃんからホワホワの実の髪飾としてプレゼントされた。同じホワホワ族にゴワゴワ、ホワモドキがいる。
ホワホワちゃんのキャラクター図鑑では出現場所・花子さんの横、攻撃力5、防御力5、魔力5とされている。

やみ子さん
声 - 伊武雅刀（無印）／山下怜美（新、新2）
花子さんのライバル。右目が髪で隠れており紫の服とリボンが特徴。魔力を秘めたドクロのペンダントを持つ。無印シリーズの「影を食べる幽霊」で初登場。モチーフは都市伝説・学校の怪談の「トイレの花子さん」の噂のバリエーションの一つ「闇子さん」。
新シリーズからは荒っぽい口調になっており、リボンをしておらず髪も腰までのロングヘアーになっている。

花子さんのパパ
声 - 伊武雅刀（無印）／増川洋一（新）
幽霊学校の校長。
ホワホワちゃんのキャラクター図鑑では出現場所・花子さんがピンチのとき、攻撃力5、防御力4、魔力2とされている。

花子さんのママ
声 - 秋田まどか（新）
幽霊幼稚園の園長。
ホワホワちゃんのキャラクター図鑑では出現場所・幽霊幼稚園、攻撃力?、防御力?、魔力?とされている。
お玉で戦う

### 語り
声 - 伊武雅刀（無印）／篠井英介（新）／樋口太陽（新2）
ナレーション内で、花子さん以外の登場キャラクターのセリフも担当。

### 新・花子さんがきた!!
花子さんのおじいちゃん
ホワホワちゃんのキャラクター図鑑では出現場所・ホワホワの木、攻撃力1、防御力2、魔力5とされている。
マホマホ
やみ子さんの妹。原作単行本で登場。
マダム・パンドラ
正体はやみ子とマホマホの母、本名は月子で花子さんのママとは幼馴染。キングダークネスにあやつられていた。原作単行本で登場。
コタロー
声 - 大和由紀子（新、新2）
名犬コタローシリーズに出てくる不思議な力を持った犬。子犬の時に花子さんに助けられている。
カズヤ
声 - 増川洋一（新、新2）
コタローの飼い主の男の子。

### ゲーム登場キャラクター
ヒロシ
声 - 亀井芳子
ゲーム版の主人公。花子さんに会ったことがあると嘘をつき、電話ボックスをデタラメに回し、悪霊大使を呼び寄せてしまい、花子さんと協力する。
マミ
声 - 岡村明美
ゲーム版の主人公の一人で唯一の女の子。
ノブヤ
声 - 喜田あゆみ
ゲーム版の主人公の一人で途中で偽者のトンラカラトンに捕まってしまう。
世未さん（よみ-）
声 - 稲田文子
やみ子さん同様、花子さんのライバル。お嬢様口調が特徴で彼女との勝負に拘るが終盤、協力してくれる。青く長いリボンで悪霊を倒す。ゲーム版のみ登場。
トンカラトン
声 - 小野英昭
アニメにも新旧登場した全身包帯姿の怪人で斬りつけた人間を自分の仲間にすることができる。基本的に「トントントンカラトン」と歌いながら現れる。ゲーム版では花子さんの仲間として登場しており、ヒロシにノブヤを攫ったのは偽物の自分だと伝える。新アニメでは複数の仲間がいるようで一人称も「俺様」で包帯を外すと透明人間のような姿で体に別のトンカラトンに斬られたと思われる傷が残っている。一方で大切な刀を誰かに奪われるなどおっちょこちょいな一面を見せる。
テケテケ
声 - 横尾博之
ゲームに登場した花子さんの仲間でゲームでは最初はいたずらをして主人公達を困らせるが花子さんに注意された後は終盤、トンカラトンと共に助けに駆け付ける。新アニメでは別個体なのか全く違うデザインテケテケが登場し、上半身のみとゲーム版と同じ下半身の2タイプが存在し、たまに合体して人間に化けることがあるらしい。
ナスターリン
声 - 川中子雅人
悪霊大使
声 - 星野充昭

## 単行本

### 学校のコワイうわさ 花子さんがきた!!
- 全10巻（1994年 - 1996年）  - 文・漫画原作：森京詞姫
  - 絵（担当章）：平岡奈津子（1章、10巻の8章）、松井雪子（2章）、喜国雅彦（1 - 5巻の3章）、山浦章（6 - 10巻の3章）、ほりのぶゆき（1 - 9巻の4章）、木村千歌（5章）、朝倉世界一（6章）、内田かずひろ（7章）、すみれいこ（1 - 5巻の8章）、神田ジョセフィーヌ（6 - 9巻の8章、10巻の4章）
  - 漫画：たみ（1巻では「タミ」、2 - 5巻では「TAMI」名義）、篁よしやす、青木智子

### 学校のコワイうわさ 新・花子さんがきた!!
- 全20巻（2006年 - 2014年）  - 文・漫画原作：森京詞姫
  - 絵（担当章）：平岡奈津子（1章、8章）、松井雪子（2章）、ほりのぶゆき（3章）、内田かずひろ（4章）、柘植文（5章）、朝倉世界一（6章）、押切蓮介（1 - 10、12 - 20巻の7章）、あらい・まりこ（11巻の7章）
  - 漫画：たみ、篁よしやす（1巻）、つかさき有（2 - 20巻）、青木智子

### 単行本の構成
1冊に小説8章と漫画3話が収録されており、小説は1章ごとで挿絵の担当者が変わり基本3話の短編になっている。漫画は2章ごとの間に収録されている。
小説は必ず花子さんが登場するわけではなく1冊のうちに花子さんが出てこない話の方がほとんどである。
「新・花子さんがきた!!」からは小説の8章目に花子さんたちをメインにしたストーリーが描かれるようになった。
漫画は花子さんが登場する話は稀有であり、児童書ながらショッキングな描写展開が多い。

### 単行本カバー・帯の特徴
カバーイラストは平岡奈津子。
表紙カバーの花子さんとホワホワの絵、擬音語などの一部には夜光塗料が使われている。また裏表紙のカバー袖は切り取って栞として使えるお守りまたは妖怪大辞典になっている。
各単行本の帯には、「この本の３大特典」として、
1. この本は、夜、光ります。
2. 「○○のお守り」がついてます。（または、　妖怪大辞典「○○」がついてます。　）
3. とってもとっても、コワいです……。

と表記されている。

### 単行本未収録作品
- 1996年『別冊 近代麻雀』8月29日増刊号「学校のコワイうわさ 花子さんがきた!!」で掲載された書き下ろし4作品。

- 小説『妖怪クモ男』/絵：平岡奈津子
- 漫画『妖怪マイマイ』/漫画：たみ
- 漫画『双子妖怪チィエンタモ』/漫画：青木智子
- 漫画『真夜中の兵隊』/漫画：篁よしやす

- 1997年『別冊 近代麻雀』6月28日増刊号「学校のコワイうわさ 花子さんがきた!!」で掲載された書き下ろし5作品。

- 小説『ドンドコドンの世界』/絵：朝倉世界一
- 小説『トンカラトンの小学校』/絵：内田かずひろ
- 漫画『マムン』/漫画：たみ
- 漫画『下駄箱鬼』/漫画：篁よしやす
- 漫画『人面わに』/漫画：青木智子

- 1997年『別冊 近代麻雀』8月28日増刊号「学校のコワイうわさ 花子さんがきた!!」で掲載された書き下ろし5作品。

- 小説『モグリンの会合』/絵：朝倉世界一
- 小説『ふろしきじじいのその後』/絵：内田かずひろ
- 漫画『鬼猫』/漫画：青木智子
- 漫画『ゲルゲ』/漫画：たみ
- 漫画『真っ赤なペンギン』/漫画：篁よしやす

## アニメ

### 学校のコワイうわさ 花子さんがきた!!
1994年より、フジテレビ『ポンキッキーズ』内のコーナー枠にて放送（全35話）。

#### 放送期間
- 第1期（第1話 - 第5話）0：1994年8月15日 - 8月19日（月曜日 - 金曜日）
0000（第6話 - 第10話）：1994年8月24日 - 9月21日（毎週水曜日）
- 第2期（第11話 - 第20話）：1995年3月27日 - 4月7日（月曜日 - 金曜日）
- 第3期（第21話 - 第30話）：1995年7月24日 - 8月4日（月曜日 - 金曜日）
- 第4期（第31話 - 第35話）：1995年12月25日 - 12月29日（月曜日 - 金曜日）

初回放送終了後も断続的に再放送された。

#### スタッフ
- 原作 - 森京詞姫
- 企画 - 小畑芳和（フジテレビ）、桜井尚（アミューズ）、辻井清（竹書房）
- 音楽プロデューサー - 松崎澄夫
- 音楽 - 鈴木豪
- 音響監督 - 藤山房伸
- 監督・脚本 - やすみ哲夫（11話からクレジット表記）
- プロデューサー - 堀内善弘（フジテレビプロジェクト）、大山孝彦（アミューズ）、佐藤克則（ポニーキャニオン）、金正廣（グループ・タック）
- スペシャルコーディネーション - 山田洋久、石川麻矢・兼坂勝利（アミューズ）
- 絵（キャラクター原案） - 朝倉世界一、内田かずひろ、喜国雅彦、木村千歌、すみれいこ、平岡奈津子、ほりのぶゆき、松井雪子
- 演出 - やすみ哲夫（八角哲夫）、ときたひろこ、鈴木大司、米谷良和、ムトウユージ、松見真一、上田真一郎、おがわひろし、ああ未来、のりすけ、増井壮一、他
- 作画 - 鈴木大司、池上太郎、なかじまちゅうじ、山下明彦、河南悦子、大関紀子、金海由美子、八角哲夫、上田明美、古宇田文男、おがわひろし、のりすけ、他
- 動画 - プロジェクトチームサラ
- 仕上 - トレススタジオM
- 美術 - スタジオカノン
- 撮影 - Aクリエーション
- CGオペレーション - プロジェクトチームサラオンザロード1990、やすみ哲夫、のりのりカンパニー、おがわひろし、ああ未来
- 制作担当 - 増井壮一、神村篤
- 編集 - 古川雅士
- 音響制作 - 神南スタジオ
- ミキサー - 山田均→依田章良
- 効果 - アニメサウンド（加藤昭二）
- 現像 - イマジカ
- アニメーション制作 - グループ・タック
- 製作 - フジテレビプロジェクト、アミューズ、ポニーキャニオン

#### 歌
「花子さんがきた!!」
作詞・作曲 - マユタン / 編曲 - 鈴木豪 / 歌 - マユタン
CDシングル：花子さんがきた-花子さんのテーマ-
1994年11月1日、PCDG-00070（CD 8cmシングル）

#### 各話リスト
話数はVHS収録順であり、放送順とは異なる。
| 話数  | サブタイトル                 | 絵           | 花子さんが助けず 犠牲者が出る話 | 収録 DVD | 原作単行本 | 原作単行本 |
| 第1期 | 第1期                        | 第1期        | 第1期                           | 第1期    | 第1期      | 第1期      |
| ----- | ---------------------------- | ------------ | ------------------------------- | -------- | ---------- | ---------- |
| 1     | うわさの花子さんてだーれ     | 平岡奈津子   |                                 | 第1巻    | 第1巻      | 第1章-1    |
| 2     | かくれんぼ 地下室に眠る生徒  | 松井雪子     |                                 | 第1巻    | 第1巻      | 第2章-1    |
| 3     | 死にたくなる団地             | 喜国雅彦     |                                 | 第1巻    | 第1巻      | 第3章-1    |
| 4     | 四次元を写すカメラマン       | ほりのぶゆき |                                 | 第1巻    | 第1巻      | 第4章-1    |
| 5     | 鏡に集まった幽霊             | 木村千歌     |                                 | 第1巻    | 第1巻      | 第5章-1    |
| 6     | 録音されなかった歌           | 朝倉世界一   |                                 | 第1巻    | 第1巻      | 第6章-1    |
| 7     | 修学旅行にこなかった生徒     | すみれいこ   |                                 | 第1巻    | 第1巻      | 第8章-1    |
| 8     | さっちゃんのうわさ           | 内田かずひろ | ★                               | 第1巻    | 第1巻      | 第7章-1    |
| 9     | ポケベルのうわさ             | 内田かずひろ |                                 | 第1巻    | 第1巻      | 第7章-6    |
| 10    | 怪人トンカラトン             | 内田かずひろ | ★                               | 第1巻    | 第1巻      | 第7章-4    |
| 第2期 |                              |              |                                 |          |            |            |
| 11    | 自転車に乗るメケメケ         | 朝倉世界一   |                                 | 第2巻    | 第2巻      | 第6章-1    |
| 12    | 地下に止まるエレベーター     | 喜国雅彦     |                                 | 第2巻    | 第3巻      | 第3章-1    |
| 13    | 逆上がりを手伝う幽霊         | 内田かずひろ |                                 | 第2巻    | 第3巻      | 第7章-1    |
| 14    | 赤い靴の女の子               | すみれいこ   | ★                               | 第2巻    | 第3巻      | 第8章-1    |
| 15    | もう一台の通学バス           | 平岡奈津子   |                                 | 第2巻    | 第3巻      | 第1章-1    |
| 16    | お風呂場から聞こえてくる歌声 | すみれいこ   |                                 | 第2巻    | 第2巻      | 第8章-1    |
| 17    | 桜の木のたたり               | 平岡奈津子   |                                 | 第2巻    | 第2巻      | 第1章-1    |
| 18    | 人食いランドセル             | 木村千歌     | ★                               | 第2巻    | 第2巻      | 第5章-1    |
| 19    | 笑う人形                     | 松井雪子     |                                 | 第2巻    | 第2巻      | 第2章-1    |
| 20    | 影を食べる幽霊               | ほりのぶゆき |                                 | 第2巻    | 第3巻      | 第4章-1    |
| 第3期 |                              |              |                                 |          |            |            |
| 21    | 恐怖のマラソンマン           | 朝倉世界一   |                                 | 第3巻    | 第5巻      | 第6章-1    |
| 22    | 幽霊ジグソウパズル           | 松井雪子     |                                 | 第3巻    | 第5巻      | 第2章-1    |
| 23    | 遊園地に現れる幽霊           | 平岡奈津子   |                                 | 第3巻    | 第4巻      | 第1章-1    |
| 24    | 太郎くんと次郎くん           | 喜国雅彦     |                                 | 第3巻    | 第4巻      | 第3章-1    |
| 25    | 花子さんのパパ               | 平岡奈津子   |                                 | 第3巻    | 第5巻      | 第1章-1    |
| 26    | キャンプ場に現れる幽霊       | 内田かずひろ |                                 | 第3巻    | 第4巻      | 第7章-1    |
| 27    | 人面魚の釣れる湖             | ほりのぶゆき |                                 | 第3巻    | 第4巻      | 第4章-1    |
| 28    | 閉じこめられた放送室         | 木村千歌     |                                 | 第3巻    | 第4巻      | 第5章-1    |
| 29    | 未来が本当になる日記         | すみれいこ   |                                 | 第3巻    | 第5巻      | 第8章-1    |
| 30    | 犬マスクの口裂け女           | ほりのぶゆき |                                 | 第2巻    | 第5巻      | 第4章-1    |
| 第4期 |                              |              |                                 |          |            |            |
| 31    | ドンドコドンがやって来る     | 朝倉世界一   |                                 | 第1巻    | 第6巻      | 第6章-1    |
| 32    | 幽霊映画館                   | 内田かずひろ |                                 | 第1巻    | 第7巻      | 第7章-1    |
| 33    | 約束のクリスマスツリー       | 平岡奈津子   |                                 | 第2巻    | 第6巻      | 第1章-1    |
| 34    | 恐怖のミサンガ               | 松井雪子     |                                 | 第3巻    | 第6巻      | 第2章-1    |
| 35    | ごわごわがきた!              | 平岡奈津子   |                                 | 第3巻    | 第7巻      | 第1章-1    |

#### VHS・ドラマCD
販売元：ポニーキャニオン
| タイトル                              | 収録話数   | VHS（廃盤） | VHS（廃盤）    | CD（廃盤） | CD（廃盤）    |
| タイトル                              | 収録話数   | 規格品番    | 発売日         | 規格品番   | 発売日        |
| ------------------------------------- | ---------- | ----------- | -------------- | ---------- | ------------- |
| 学校のコワイうわさ 花子さんがきた!!   | 10話、12話 | PCVP-11589  | 1994年12月16日 | PCCG-00303 | 1994年12月7日 |
| 学校のコワイうわさ 花子さんがきた!! 2 | 10話、12話 | PCVP-11697  | 1995年8月1日   | PCCG-00343 | 1995年9月1日  |
| 学校のコワイうわさ 花子さんがきた!! 3 | 10話、12話 | PCVP-11698  | 1995年9月1日   | PCCG-00344 | 1995年9月1日  |
| 学校のコワイうわさ 花子さんがきた!! 4 | 5話        | PCVP-11888  | 1996年7月1日   |            |               |

VHSには各巻にシールが同梱されていた。CD版には劇中使用BGMの作詞、作曲者の記載があるが、単体で収録されてはいない。アニメで使用された曲と同じ。「夕日が落ちる部屋」はアニメでは1番の歌詞で曲が終わるのに対し、CD版ではそれ以降の歌詞も流れる。
夕日が落ちる部屋
作詞 - 夏野芹子 / 作曲 - 鈴木豪
恐怖のテーマ
作曲 - 鈴木豪
鏡のテーマ
作曲 - 鈴木豪
花子さん登場のテーマ
作曲 - 鈴木豪

#### DVD
DVD収録順は放送順と異なる。
販売元：コロムビアミュージックエンタテインメント
| タイトル                                                        | 収録話数 | 規格品番  | 発売日         |
| --------------------------------------------------------------- | -------- | --------- | -------------- |
| 学校のコワイうわさ 花子さんがきた!! 第1巻 怪人トンカラトン現る! | 12話     | COBC-4589 | 2006年10月18日 |
| 学校のコワイうわさ 花子さんがきた!! 第2巻 やみ子さん現る!       | 12話     | COBC-4590 | 2006年10月18日 |
| 学校のコワイうわさ 花子さんがきた!! 第3巻 花子さんのパパ現る!   | 11話     | COBC-4591 | 2006年10月18日 |

### 学校のコワイうわさ 新・花子さんがきた!!
2010年8月13日より、TwellVで毎週金曜7：00～7：30（17：00～17：30にリピート放送）に「キッズステーションタイム」内3枠目にてオープニングを含め5分間のショートアニメーションとして放送（全33話）。
2011年3月24日からキッズステーションでも放送。

#### スタッフ（新）
- 原作 - 森京詞姫
- キャラクターデザイン - 平岡奈津子、朝倉世界一、内田かずひろ、押切蓮介、柘植文、ほりのぶゆき、松井雪子
- 監督・脚本 - イマイヨーイチ
- 脚本 - 辻健一
- アニメーション - ホーゲット、吉田さゆり、宇都明里、近藤麻衣、横井宏美、大野恵理佳、ジャッジ・公平
- サウンドプロデューサー - 福田康文
- 音楽・音響制作 - 田中紀松、なうい洋一
- 収録 - アミューズスタジオ
- 音楽出版 - アミューズ
- 編集 - 皆吉清太郎（ミント）
- 制作管理 - ホーゲット・イマージュタイム
- HD編集 - 東映デジタルラボ
- 制作協力 - アトリエ・ダンカン
- 番組プロデュース - ジャパンTV
- 製作 - 「学校のコワイうわさ 新・花子さんがきた!!」製作委員会

#### 歌（新）
「花子さんがきた!!」
作詞・作曲 - マユタン / 編曲 - 福田康文
「アップリケのうた」
作詞 - マユタン・なうい洋一 / 作曲 - なうい洋一 / ピアノ - うめだちかこ
歌 - 花子さん合唱団 feat. マユタン、山下怜美、秋田まどか、増川洋一、ツネ（HAND MADE SQUARE）、NAMI、ジャッジ・公平、田中紀松
「コタローと僕」
作詞・作曲 - 田中紀松 / 歌 - 花子さんズ feat. 増川洋一 with 山下怜美
「大好きなホワホワちゃんへ。」
作詞・作曲 - マユタン / 編曲 - 福田康文
「やみ子さんもくる!?」
作詞 - 辻健一 / 作曲・編曲 - 福田康文 / 歌 - 花子さんズ feat. 山下怜美 & 紫音
「怪人トンカラトン体操」
作詞 - なうい洋一 / 作曲・ピアノ - うめだちかこ / 体操指導 - たなかきしょう
「素顔のママで」
作詞 - マユタン / 作曲 - なうい洋一 / 編曲 - 田中紀松 / ギター - 澤村英哉 / ベース - ウりゃ / キーボード - うめだちかこ
歌 - 山下怜美

#### 各話リスト（新）
| 話数 | 放送日         | サブタイトル                               | 絵                        | 花子さんが助けず 犠牲者が出る話 | 収録 DVD |
| ---- | -------------- | ------------------------------------------ | ------------------------- | ------------------------------- | -------- |
| 1    | 2010年 8月13日 | 花子さん、ふたたび                         | 平岡奈津子                |                                 | 第1巻    |
| 2    | 8月20日        | 老婆になった口裂け女                       | 内田かずひろ              |                                 | 第1巻    |
| 3    | 8月27日        | 名犬コタロー「早朝大作戦」                 | 柘植文                    |                                 | 第1巻    |
| 4    | 9月03日        | 金次郎集会                                 | ほりのぶゆき              |                                 | 第1巻    |
| 5    | 9月10日        | ホワホワちゃんの誕生日                     | 平岡奈津子                |                                 | 第1巻    |
| 6    | 9月17日        | 釣れたのは…                                | 朝倉世界一                |                                 | 第1巻    |
| 7    | 9月24日        | うたの日「アップリケのうた」               | -                         |                                 | 第1巻    |
| 8    | 10月01日       | 新米の怪人トンカラトン                     | 内田かずひろ              | ★                               | 第2巻    |
| 9    | 10月08日       | 新米の怪人トンカラトン                     | 内田かずひろ              |                                 | 第2巻    |
| 10   | 10月15日       | うたの日「コタローと僕」                   | -                         |                                 | 第2巻    |
| 11   | 10月22日       | 名犬コタロー「たい焼き大作戦」             | 柘植文                    |                                 | 第2巻    |
| 12   | 10月29日       | 悪魔ゲーム                                 | 朝倉世界一                | ★                               | 第2巻    |
| 13   | 11月05日       | 消えるカメラ                               | 押切蓮介                  | ★                               | 第2巻    |
| 14   | 11月12日       | うたの日「大好きなホワホワちゃんへ。」     | -                         |                                 | 第2巻    |
| 15   | 11月19日       | 花子さん危機一髪                           | 平岡奈津子                |                                 | 第1巻    |
| 16   | 11月26日       | 花子さん危機一髪                           | 平岡奈津子                |                                 | 第1巻    |
| 17   | 12月03日       | 花子さん危機一髪                           | 平岡奈津子                |                                 | 第1巻    |
| 18   | 12月10日       | うたの日「やみ子さんもくる!?」             | -                         |                                 | 第2巻    |
| 19   | 12月17日       | 白いシュシュ                               | 松井雪子                  | ★                               | 第2巻    |
| 20   | 12月24日       | メリーゴーランド                           | 押切蓮介                  | ★                               | 第2巻    |
| 21   | 12月31日       | うたの日スペシャル「花子さん紅白歌合戦!!」 | -                         |                                 | 第2巻    |
| 22   | 2011年 1月07日 | 新春スペシャル オマジナイシヨウ特集        | -                         |                                 | 第2巻    |
| 23   | 1月14日        | 母親幽霊                                   | 柘植文                    |                                 | 第2巻    |
| 24   | 1月21日        | うたの日「怪人トンカラトン体操」           | -                         |                                 | 第1巻    |
| 25   | 1月28日        | 夜更かしの悪魔                             | 吉田かおり （ホーゲット） |                                 | 第2巻    |
| 26   | 2月04日        | ホワホワちゃんのしっぽ                     | 平岡奈津子                |                                 | 第2巻    |
| 27   | 2月11日        | バレンタインスペシャル「○○○妖怪霊ディオ」  | -                         |                                 | 第1巻    |
| 28   | 2月18日        | 特集「クイズ!コレハダレデSHOW」            | -                         |                                 | 第2巻    |
| 29   | 2月25日        | うめぼしばばあ                             | ほりのぶゆき              |                                 | 第2巻    |
| 30   | 3月04日        | うたの日「素顔のママで」                   | -                         |                                 | 第1巻    |
| 31   | 3月11日        | かくれんぼ幽霊                             | 柘植文                    |                                 | 第1巻    |
| 32   | 3月18日        | 特集「ホワホワちゃんのキャラクター図鑑」   | -                         |                                 | 第1巻    |
| 33   | 3月25日        | デクデク                                   | 松井雪子                  |                                 | 第1巻    |

#### ミニコーナー（新）
- きょうのうた
- 花子さんのオマジナイシヨウ
- ホワホワちゃんのキャラクター図鑑
妖怪の出現場所と妖怪レベル（攻撃力・防御力・魔力）を紹介
- クイズ!コレハダレデSHOW

#### DVD（新）
全て竹書房より発売。DVD収録順は放送順と異なる。
- 学校のコワイうわさ 新・花子さんがきた!! Vol.1 花子さん危機一髪
- 学校のコワイうわさ 新・花子さんがきた!! Vol.2 新米の怪人トンカラトン
- 学校のコワイうわさ 新・花子さんがきた!! DVD-BOX

### 学校のコワイうわさ 新・花子さんがきた!! シーズン2
2014年7月12日からキッズステーションで放送（全20話）。

#### 歌（新2）
「花子さんがきた!!」
作詞・作曲 - マユタン / 編曲 - 福田康文
「コタローと僕」
作詞・作曲 - 田中紀松 / 歌 - 悪魔さんとやみ子さん with ゴワゴワちゃん
「戦え!ビートレンジャー」
作詞・作曲 - OUTSIDE

#### 各話リスト（新2）
| 話数 | 放送日         | サブタイトル                                | 絵           | 花子さんが助けず 犠牲者が出る話 |
| ---- | -------------- | ------------------------------------------- | ------------ | ------------------------------- |
| 1    | 2014年 7月12日 | 花子さんがきたを振り返る                    |              |                                 |
| 2    | 7月19日        | ゆきだるまこぞう                            | 柘植文       | ★                               |
| 3    | 7月26日        | 怪人トンカラトン〜旅立ち                    | 内田かずひろ |                                 |
| 4    | 8月02日        | 怪人トンカラトン〜旅立ち                    | 内田かずひろ |                                 |
| 5    | 8月09日        | テケテケ                                    |              |                                 |
| 6    | 8月16日        | 最強の遺伝子 ハスヨ 5歳のクリスマス         |              |                                 |
| 7    | 8月23日        | 最強の遺伝子 ハスヨ 8歳の初夏               |              |                                 |
| 8    | 8月30日        | 名犬コタロー「勉強大作戦」                  | 柘植文       |                                 |
| 9    | 9月06日        | 名犬コタロー「勉強大作戦」                  | 柘植文       |                                 |
| 10   | 9月13日        | テケテケ 避けない編                         |              |                                 |
| 11   | 9月20日        | 病院のブランコ                              |              |                                 |
| 12   | 9月27日        | 行列                                        |              |                                 |
| 13   | 10月04日       | 行列                                        |              |                                 |
| 14   | 10月11日       | コイシアライ                                |              |                                 |
| 15   | 10月18日       | テケテケ 合体する編                         |              |                                 |
| 16   | 10月25日       | 裏庭 de いいんかい カッパケルケロクソン登場 |              |                                 |
| 17   | 11月01日       | 裏庭 de いいんかい やみ子さん登場           |              |                                 |
| 18   | 11月08日       | 妖怪カルタ けん玉編                         |              |                                 |
| 19   | 11月15日       | 妖怪カルタ ベーゴマ編                       |              | ★                               |
| 20   | 11月22日       | テケテケ 踏切編                             |              |                                 |

#### ミニコーナー（新2）
- きょうのうた
- クイズ!コレハダレデSHOW

#### DVD（新2）
竹書房より発売。DVD収録順は放送順と異なる。
- 学校のコワイうわさ 新・花子さんがきた!! Season2 最強の遺伝子

## ゲームソフト
- 『学校のコワイうわさ 花子さんがきた!!』（1995年、セガサターン・プレイステーション・3DO・Win・Mac）

過去に放送されたアニメがゲーム内でいくつか収録され、それに関わったキャラの後日談と思われるものがアイテムとして出てくる。
- 『学校のコワイうわさ 花子さんがきた!! みんなの花子さん』（2008年、ニンテンドーDS）